# Травопрост

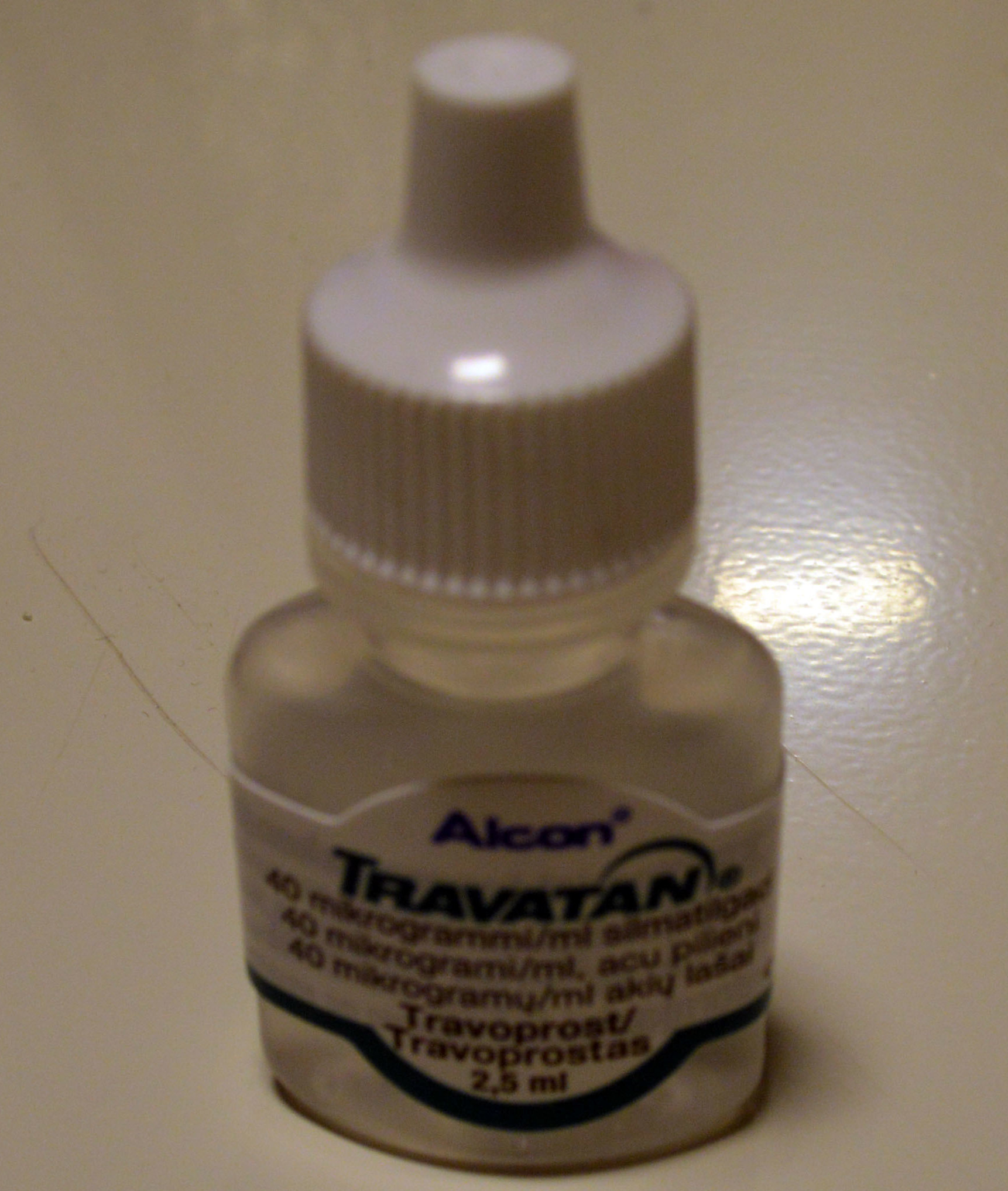
Флакон с капельницей 2.5 ml Alcon Travatan

Травопрост — препарат, используемый в офтальмологии для снижения внутриглазного давления и предотвращения прогрессирования глаукомы. Выпускается в виде глазных капель.
Травопрост является аналогом простагландинов, которые увеличивают реабсорбцию водянистой влаги — жидкости, которая заполняет переднюю и заднюю камеры глаза. Изменённый баланс между секрецией и выведением водянистой влаги является причиной глазной гипертензии, которая, в свою очередь, является основным фактором риска для развития глаукомы. Глазная гипертензия при отсутствии лечения ускоряет развитие глаукомы, что может привести к необратимой потере зрения.
Это синтетический аналог простагландина (или, более конкретно, аналог простагландина F2α), который работает за счёт увеличения оттока жидкости из глаз.
Травопрост известен по торговым маркам Траватан и Travatan Z производства Alcon, Travo-Z и Micro Labs.

## Побочные эффекты
Одним из самых сильных побочных эффектов является потемнение радужной оболочки из-за стимуляции меланоцитов, которые под действием препарата увеличивают производство пигмента меланина. Это явление не является серьёзным для отмены препарата, но потенциально может привести к гетерохромии. Другими возможными побочными эффектами являются:
- затуманивание зрения;
- покраснение век;
- постоянное потемнение ресниц;
- раздражение глаз;
- временное ощущение жжения во время использования;
- утолщение ресниц;
- воспаление предстательной железы, ограничивающее поток мочи (BPH).